# Szergény, Vas
Szergény  este un sat în districtul Celldömölk, județul Vas, Ungaria, având o populație de 341 de locuitori (2011). 

## Demografie
Componența etnică a satului Szergény
     Maghiari (92,53%)
     Germani (7,47%)
Componența confesională a satului Szergény
     Luterani (68,04%)
     Romano-catolici (8,21%)
     Fără religie (1,47%)
     Necunoscută (21,41%)
     Reformați (0,88%)
Conform recensământului din 2011, satul Szergény avea 341 de locuitori. Din punct de vedere etnic, majoritatea locuitorilor (92,53%) erau maghiari, cu o minoritate de germani (7,47%).  Din punct de vedere confesional, majoritatea locuitorilor (68,04%) erau luterani, existând și minorități de romano-catolici (8,21%) și persoane fără religie (1,47%). Pentru 21,41% din locuitori nu este cunoscută apartenența confesională.